# Agrotis propriens
Agrotis propriens är en fjärilsart som beskrevs av Dyar 1913. Agrotis propriens ingår i släktet Agrotis och familjen nattflyn. Inga underarter finns listade i Catalogue of Life.